# PV del Telescopi
PV del Telescopi (PV Telescopii) és una estrella supergegant extrema d'heli blava de classe B a la constel·lació del Telescopi. També és el prototip d'estrelles variables anomenades variables PV Telescopii.

## Propietats
PV del Telescopi mostra canvis de velocitat radial que van pensar que eren deguts a pulsacions radials provocades per un estrany mode d'inestabilitat.
Es presenta com una estrella de magnitud 9,3. Tot i una massa que hom creu que és inferior a la solar, realment és al voltant d'unes 25.000 vegades més lluminosa. L'espectre mostra una forta deficiència d'hidrogen i les línies d'heli i carboni fortament realçades.

## Variable PV Telescopii
Les variables PV Telescopii són supergegants d'heli que varien un poc de forma irregular al voltant de 0,1 magnituds en una escala de temps d'hores a dies. PV Telescopii és un exemple amb variacions al cap d'uns dies, habitualment entre 8 i 10 dies. Pot ser un estel post-AGB de pols tèrmic tardà o el resultat d'una fusió de nanes blanques.